# تلول خيوط ربوعة
خيوط ربوعة
وهو موقع أثري عبارة عن مجموعة من التلول الأثرية في الجانب الشرقي من بغداد وتحديداً في الجهة الغربية من نقطة تقاطع سكة حديد بغداد_كركوك مع قناة الجيش وفي القسم الشمالي من مدينة ألعاب بغداد الحالية. وخلال أعمال تسوية للأرض استظهرت بناية قديمة في أحد التلول ولدى قيام دائرة الآثار بالتحري الفني تبين أن هذه البناية ذات الجدران السميكة المبنية بالآجر واللبن والتي تبلغ أبعادها حوالي 20×26 متراً قد تكون على الأكثر معبداً إخمينياً أو فرثياً من القرن الرابع-الثاني ق.م، وقد عثر خلال الحفر والتنظيف على نقود رومانية من عهد الإمبراطور تراجان ورأس تمثال من الطراز الروماني وفخار وصورتين من العصر الفرثي.

## بطارية بغداد
وكان أيضاً من بين الإكتشافات هو العثور على مجموعة من المواد المختلفة يعتقد أنها تكون اقدم بطارية اكتشفت في العراق وهو عبارة عن إناء من الفخار على شكل جرة صغيرة لايزيد ارتفاعه عن 15سم، وفي داخله إسطوانة نحاسية مثبت في وسطها قضيب من الحديد يبرز قليلاً عن فوهتها المغطاة بطبقة من الأسفلت (القار) وتغطي أيضاً قعر الاسطوانة، ويعتقد أن هذه الأجزاء بجملتها تمثل اقدم بطارية كهربائية عرفت في العراق، والتي سميت عند أغلب الباحثين بطارية بغداد.